# Altana
Altana este o companie germană listată pe Frankfurt Stock Exchange. Compania activează în industria chimică.